# St. Bonifatius (Obertrebra)

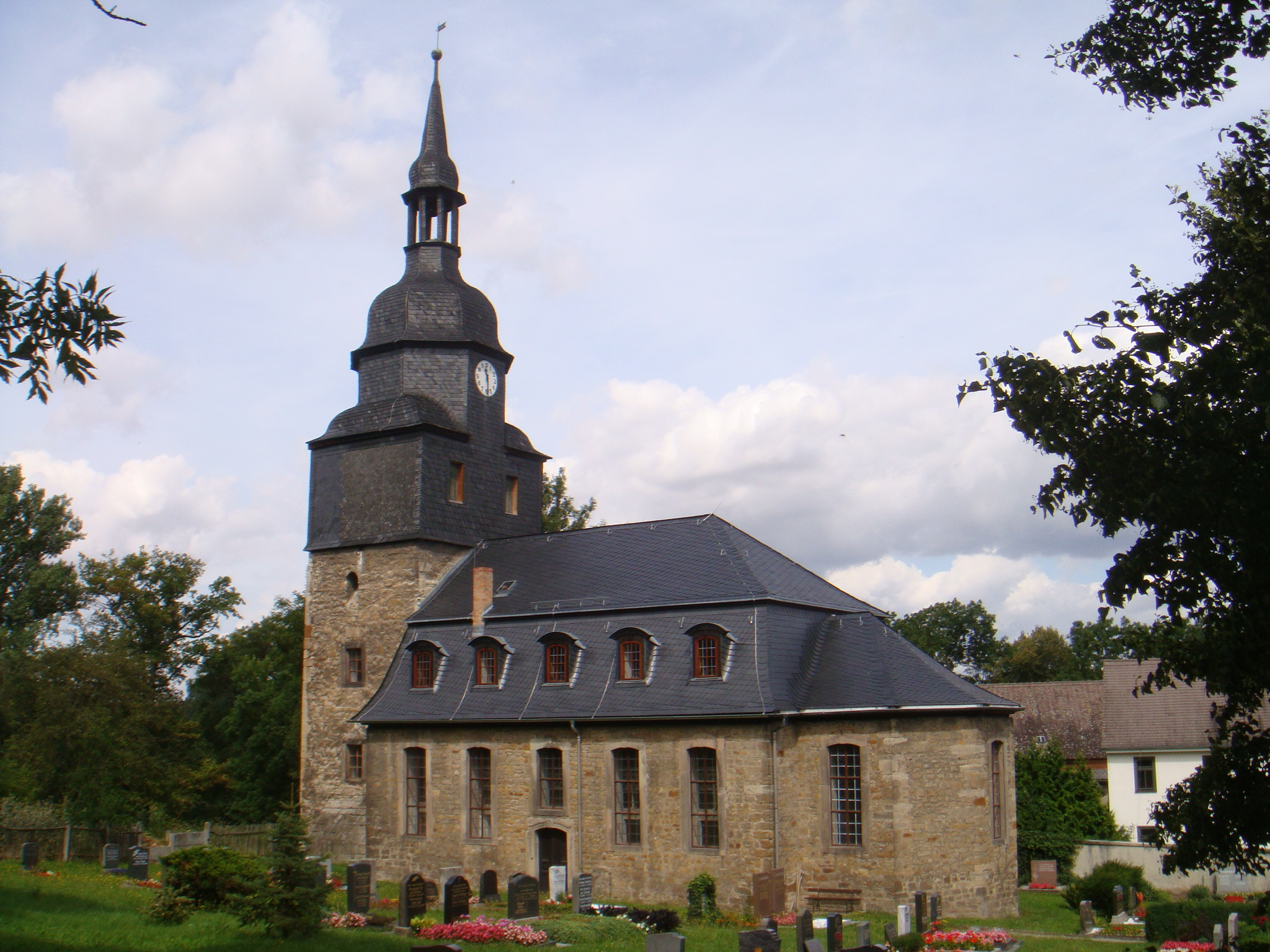
Chor mit 5/8-Schluss, Mansarddach, Westturm

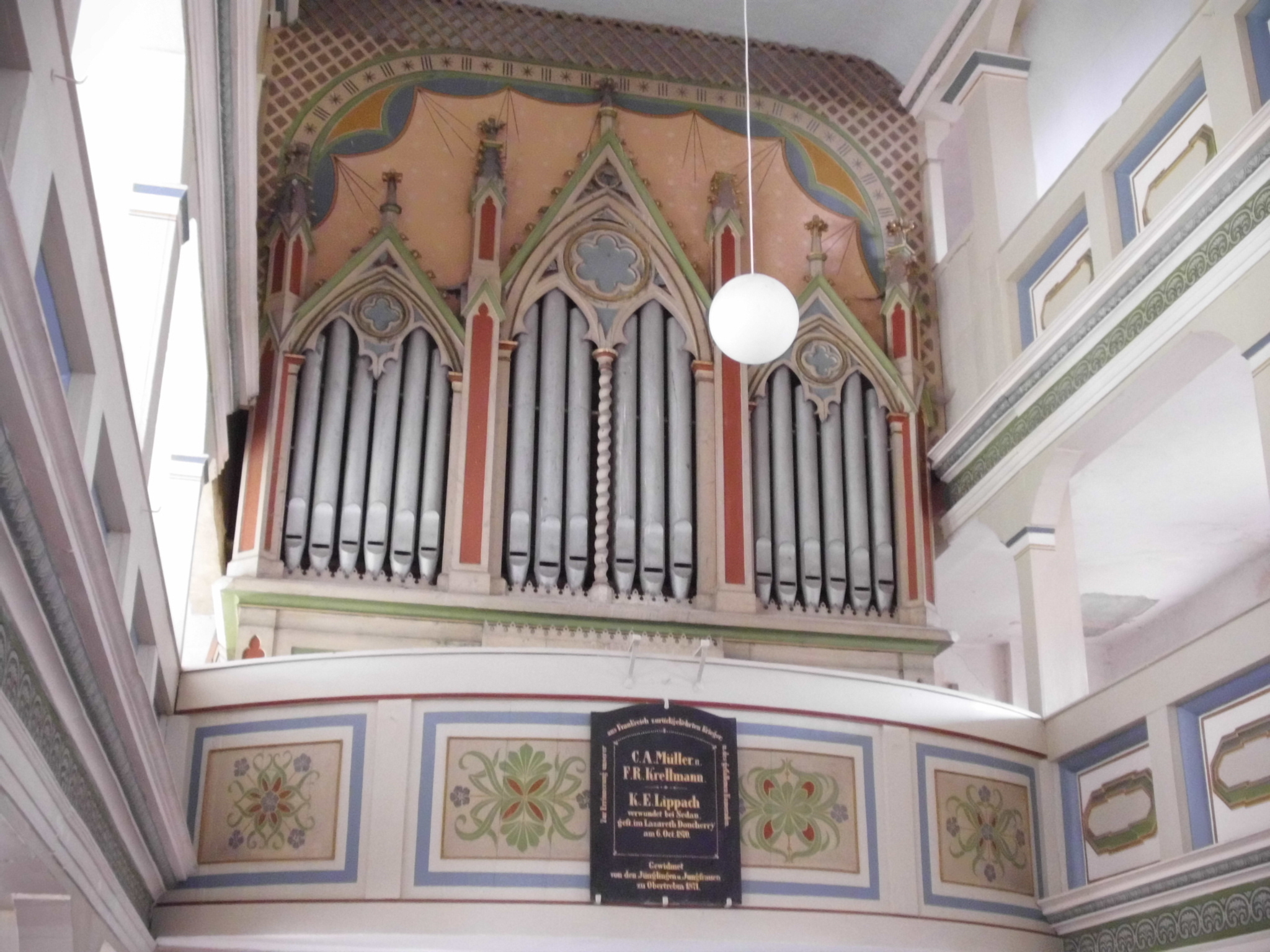
Flachgedeckte Emporenhalle, Orgel von der unteren Empore bis zur Decke

Die evangelische Bonifatiuskirche in der Gemeinde Obertrebra im Landkreis Weimarer Land in Thüringen, steht am flussaufwärtigen Dorfrand unten an der Ilm, nur durch ein Gehöft von Fluss getrennt.

## Geschichte
In den Jahren 1250, 1256 und 1281 wurde ein im Dorf lebender Pfarrer urkundlich erwähnt. Am 3. Januar 1269 wurde die Dorfkirche erstmals urkundlich genannt. Später berichtete man 1679–1688 vom Neubau der Dorfkirche mit Kirchturm. Die jüngste Restaurierung ist noch nicht abgeschlossen. 

## Architektur
Das Kirchenschiff hat beidseits je fünf hohe Rundbogenfenster und über jedem ein Gaube im Mansarddach. Östlich schließt sich eine polygonale Apsis an, westlich der Glockenturm. Der Kirchenraum ist eine flachgedeckte Emporenhalle. Alle Dächer und die oberen Geschosse des Turms sind verschiefert. 
Der querrechteckige Turm hat über zwei halben Schweifhauben ein achteckiges Geschoss mit der Turmuhr, über einer weiteren Schweifhaube eine achteckige Laterne, bekrönt von einer steilen Zwiebelhaube mit Turmknopf und Wetterfahne
Der Friedhof ist ummauert.
Eine Gedenktafel an der Friedhofsmauer weist auf Grabstätte eines KZ-Häftlings aus Buchenwald hin, der hier bei einem Todesmarsch vom Wachpersonal erschossen wurde.

## Orgel
Die Orgel wurde 1747 von Gottfried Thilo (Schloßvippach) gebaut. 1821 belederte Orgelbaumeister Gerhard (Dorndorf) die Bälge neu und baute statt der Zimbel eine Flauto amabile ein. 1872 setzte Orgelbaumeister Adalbert Förtsch das Instrument nach einigen Umbauten von der 2. auf die 1. Empore um. Am 20. Oktober 1872 wurde die Orgel neugeweiht. Leider musste sie Anfang des letzten Jahrhunderts vandalische Zerstörungen über sich ergehen lassen, bevor sie 1906 repariert werden konnte.

## Glocken

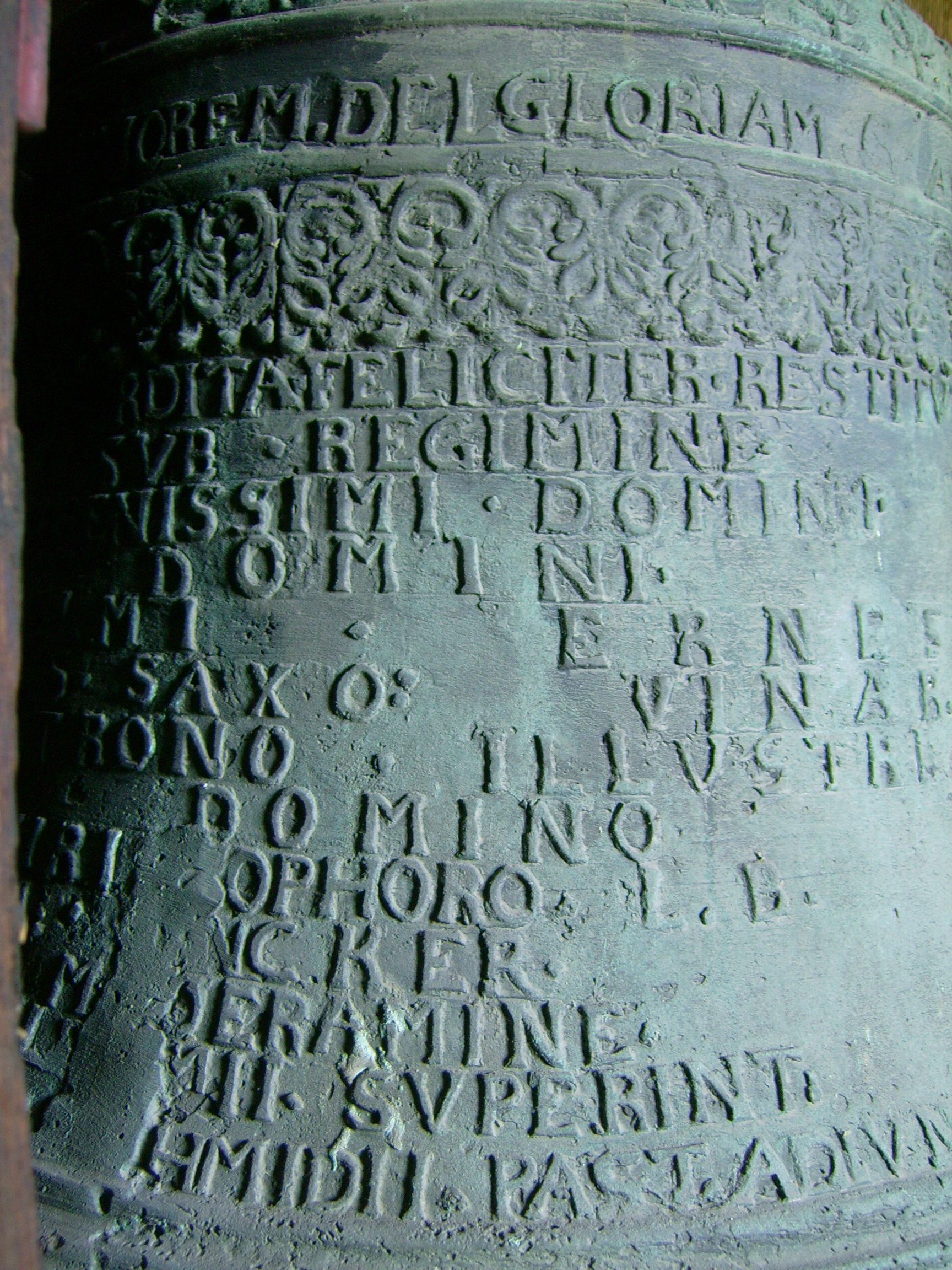
Sogenannte Bienstock-Glocke

Im Turm läuten zwei Bronzeglocken von Heinrich C(Z)ieg(e)ler (Erfurt) aus den Jahren 1720 und 1721. Auf ihnen ist zu lesen: /Anno d[omi]ni j vc xx gos mich h c in sant anna er/  und /Anno d[omi]ni i vc xxi  gos mich h c in sant anna ere/. Beide sind mit Reliefs und Medaillons geschmückt. Die größere musste im  2. Weltkrieg nach Hamburg abgeliefert werden. Sie erhielt die Inventarnummer 11-23-323. Am 24. Mai 1950  konnte sie zurückkehren. Als dritte gesellt sich ein 1702 von Jakob und Johann Christian Bienstock (Weimar) gegossenes Idiophon dazu. Als 11-23-325 B wurde auch dieses nach Hamburg abgeliefert und kam mit der großen Schwester gemeinsam zurück.

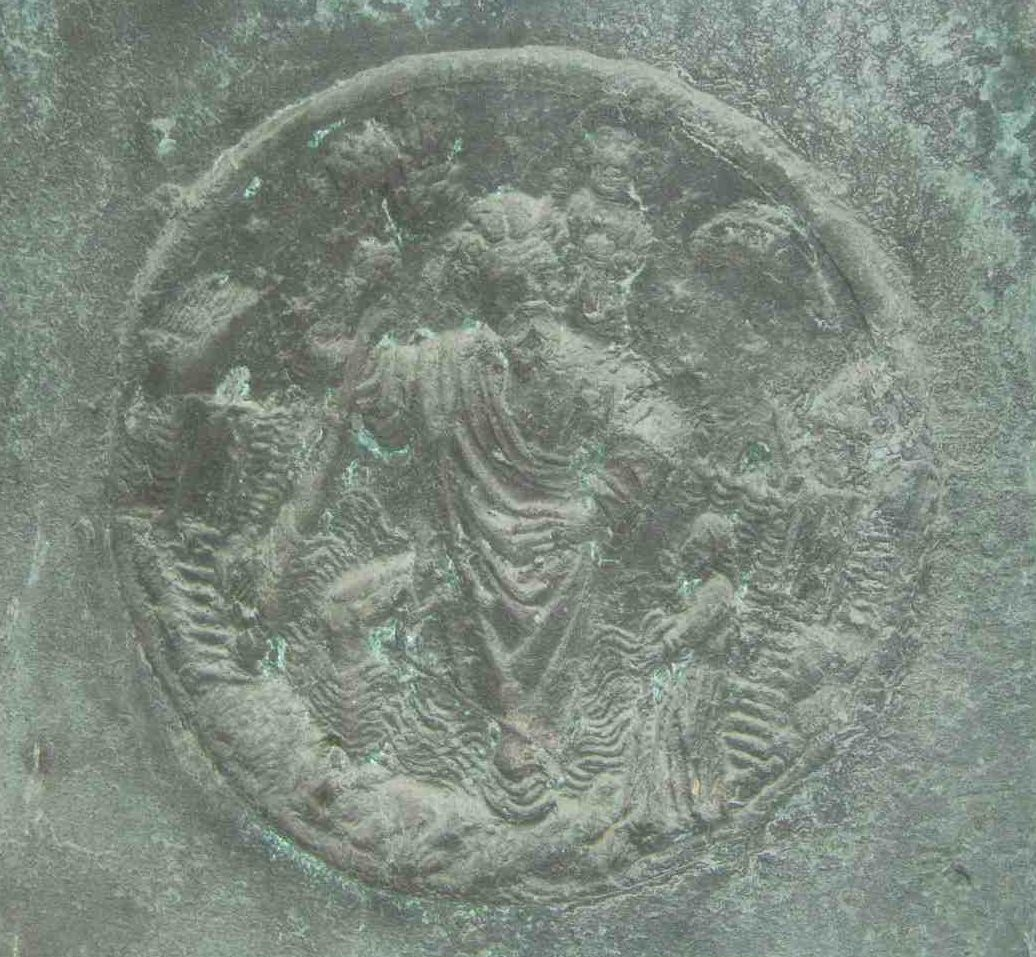
Heiliger Christophorus
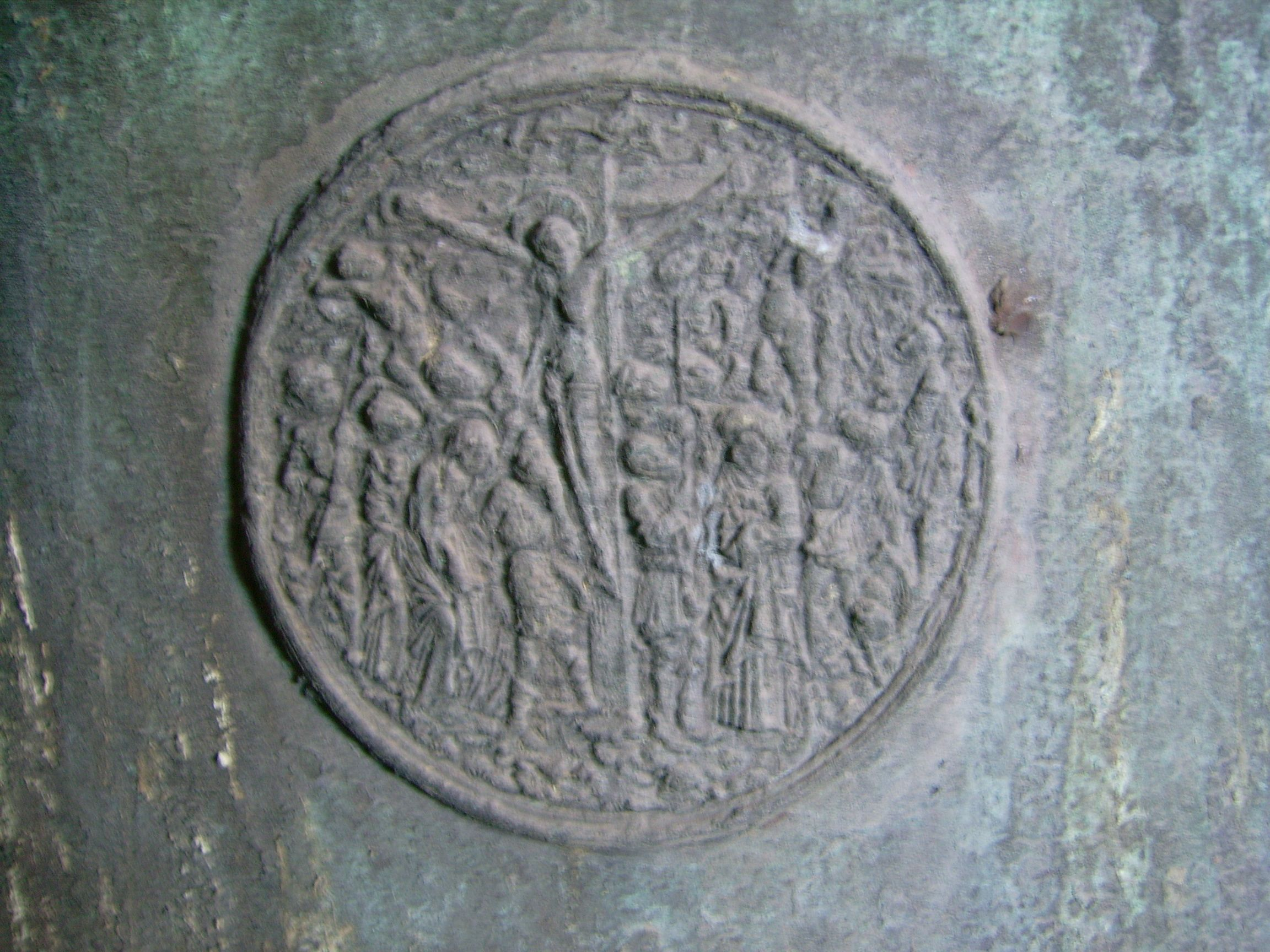
Kreuzigung Christi